# Tuireann
Tuireann ou Tuirill Biccreo é o pai de Brian, Iuchar e Iucharba, o qual matou Cian, pai de Lugh. Depois que Lugh vingou-se matando os três, Tuireann morreu de desgosto sobre suas covas.
Ele aparece em várias partes do Lebor Gabála Érenn e parece ser o mesmo que Delbáeth Mac Ogma, o qual também é creditado como pai de Brian, Iuchar e Iucharba. Muito provavelmente também está relacionado à divindade gaulesa Taranis e portanto ao Thor dos escandinavos.
Seu nome indica uma raiz proto-indo-européia que originou palavras como thunder e Thursday em inglês, e tórnach, a palavra irlandesa para trovão.